# 超级的我
《超级的我》（英語：Super Me），是一部于2021年上映的奇幻冒险电影。由王大陆、宋佳领衔主演，2021年4月9日于中国大陆上映。

## 演员列表

### 主要演员
| 演员姓名 | 角色名称 | 介绍 |
| 王大陆   | 桑榆     | 本來是一個快生活不下去的窮作家，每晚做惡夢體驗死亡的痛苦。後來意外發現夢境中的物品能拿到現實生活變賣賺錢。有錢後買下女主角的咖啡廳，追求女主角。 |
| 宋佳     | 花儿     | 桑榆住家對面咖啡廳店員，桑榆後來買下花兒快倒閉的店面，一起經營。是桑榆失意時期的暗戀對象。                                                       |

### 其他演员
| 演员姓名 | 角色名称   | 介绍 |
| 曹炳琨   | 三哥       | |
| 吴刚     | 强哥       | 看到桑榆賺大錢當有名的編劇後，起了歹念綁架桑榆想勒索錢財。 |
| 金燕玲   | 灵修师     | |
| 金士杰   | 煎饼摊大爷 | 目睹桑榆想不開，阻止他自殺成功。並告訴他作惡夢時就醒過來就好。後來還桑榆偷偷給他的錢，說拿命換的錢他不收，並告訴他自己曾經也再夢中換取財物過，現在只想過踏實平安的普通生活。 |
| 王紫逸   | 光仔       | |
| 马精武   | 教授       | |
| 曾江     | 算命先生   | |
| 蔡文静   | 超市收銀員 | 注意到桑榆偷偷摸摸的想偷商品，意外看到桑榆做惡夢受重傷，幫他叫救護車。 |
| 张颂文   | 拍賣行經理 | |